# Franck Pineau

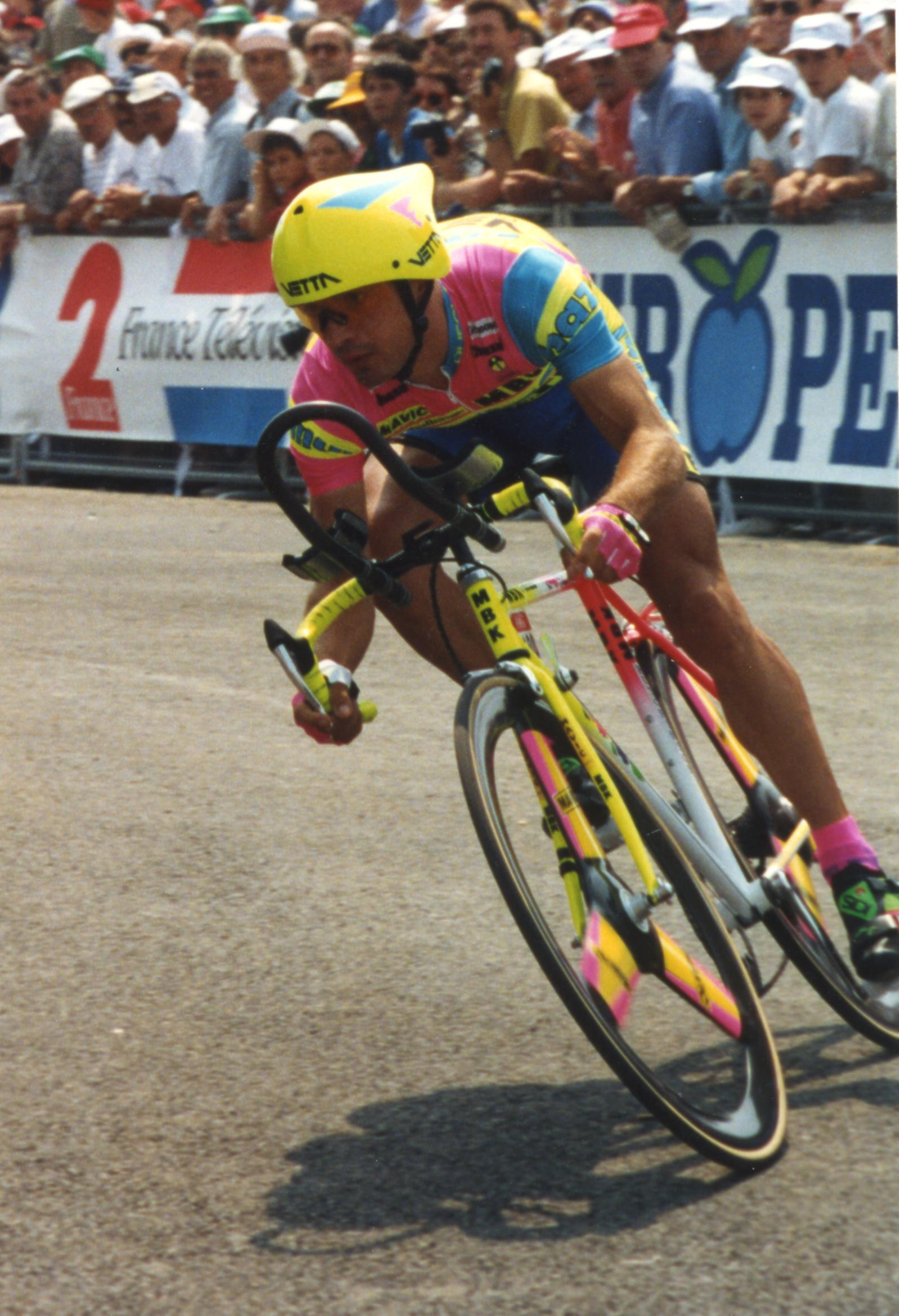
Franck Pineau, durante el Tour de Francia 1993.

Franck Pineau es un ex ciclista profesional francés. Nació en Bourges el 27 de marzo de 1963. Fue profesional entre los años 1986 y 1994.

## Palmarés
1988
- Boucles de l'Aulne

## Equipos
- Miko-Tönissteiner-Carlos-Fevrier (1986)
- Reynolds (1986-1987)
- RMO (1988-1990)
- Chazal (1991-1994)